# Bomang'ombe
Bomang'ombe (auch Boma Ng'ombe) ist ein Verwaltungsbezirk (Ward) und eine Kleinstadt des Distrikts Hai in der tansanischen Region Kilimandscharo.

## Geografie
Bomang'ombe liegt im Nordosten von Tansania etwa 25 Kilometer westlich der Regionshauptstadt Moshi an der Nationalstraße T2 von Moshi nach Arusha.
Das Klima in Bomang'ombe ist gemäßigt warm, Cwa nach der effektiven Klimaklassifikation. Der Großteil der durchschnittlich 2389 Millimeter Jahresniederschlag fällt in den Monaten November bis April. Von Juni bis September regnet es weniger als 40 Millimeter im Monat. Die Durchschnittstemperatur schwankt zwischen 17,0 Grad Celsius im Juli und 22,1 Grad im Februar.
Der Bezirk grenzt im Norden und Osten an Masama Kusini, im Süden an Bondeni und Muungano, im Westen in einem Punkt an KIA und im Nordwesten an Donyomurwak im Distrikt Siha. Bei der Volkszählung 2022 lebten 17.883 Menschen in 5511 Haushalten auf einer Fläche von 8,1 Quadratkilometern.

## Gliederung
Der Bezirk besteht aus fünf Orten (Kitongoji):
- Kibaoni
- Bomani
- Msikitini
- Uzunguni
- Gezaulole

## Wirtschaft und Infrastruktur
- Bildung: Im Bezirk liegen zwei weiterführende Schulen.[8] Die Boma Secondary School ist eine staatliche, die Shilela Secondary School eine Privatschule. Diese betreibt auch eine Vor- und eine Grundschule in Bomang'ombe[9][10]. Beide weiterführende Schulen bilden Mädchen und Burschen bis zur 4. Stufe aus.
- Gesundheit: In Bomani befinden sich das Distriktkrankenhaus von Hai[11] und eine private Klinik für Optometrie.[12]
- Verkehr: Durch den Bezirk verläuft die asphaltierte Nationalstraße T2 nach Westen nach Arusha und nach Osten nach Moshi.[13]